# Гламбоката-Деал (Арђеш)
Гламбоката-Деал (рум. Glâmbocata-Deal) насеље је у Румунији у округу Арђеш у општини Леордени. Oпштина се налази на надморској висини од 217 m.

## Становништво
Према подацима из 2002. године у насељу је живело 542 становника, од којих су сви румунске националности.